# Tinosu
Tinosu est une commune roumaine du județ de Prahova, dans la région historique de Valachie et dans la région de développement du Sud.

## Géographie
La commune de Tinosu est située dans le sud-ouest du județ, sur la rive droite de la rivière Prahova, dans la plaine valaque, à 18 km au sud de Ploiești, le chef-lieu du județ et à 50 km de Bucarest, la capitale roumaine.
La municipalité est composée des trois villages suivants (population en 1992) :
- Predești (745) ;
- Pisculești (659) ;
- Tinosu (1 270), siège de la municipalité.

## Politique
Le Conseil Municipal de Tinosu compte 11 sièges de conseillers municipaux. À l'issue des élections municipales de juin 2008, Iulian-Gabriel Andrei (PD-L) a été élu maire de la commune.
| Parti                                                | Nombre de conseillers |
| ---------------------------------------------------- | --------------------- |
| Parti démocrate-libéral (PD-L)                       | 7                     |
| Parti social-démocrate (PSD)                         | 2                     |
| Parti national démocrate-chrétien                    | 1                     |
| Parti de la Nouvelle Génération - Chrétien-démocrate | 1                     |

## Religions
En 2002, la composition religieuse de la commune était la suivante :
- Chrétiens orthodoxes, 93,68 % ;
- Chrétiens évangéliques, 4,34 % ;
- Adventistes du septième jour, 0,80 %.

## Démographie
En 2002, la commune comptait 2 593 Roumains (99,80 %). On comptait à cette date 1 122 ménages et 1 106 logements.
| 1992  | 2002  | 2007  |
| ----- | ----- | ----- |
| 2 674 | 2 598 | 2 417 |

## Économie
L'économie de la commune repose sur l'agriculture et l'élevage.

## Communications

### Routes
Tinosu est située sur la route régionale DJ101G.

### Voies ferrées
La commune est desservie par la ligne de chemin de fer Ploiești-Bucarest.